# Ventall
|  | Per a altres significats, vegeu «Ventall (desambiguació)». |

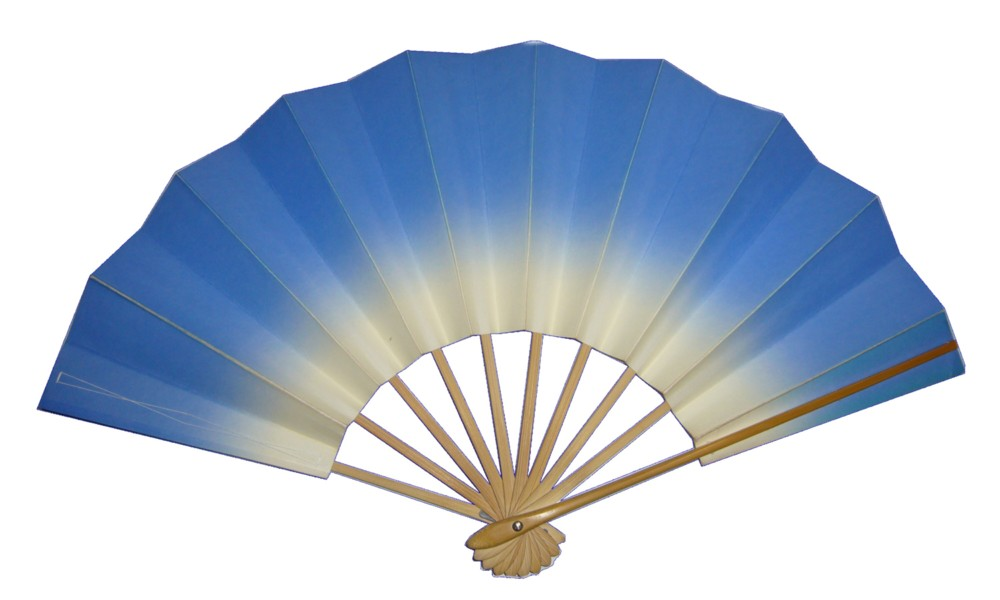
Ventall de tela i fusta

Un ventall o vano (també anomenat palmito, al País Valencià, en la forma emprada pels artesans que el creen o palmiters), és un instrument que serveix per ventilar produint una agitació de l'aire. Proporciona una sensació de frescor en ajudar a l'evaporació del suor de la pell.

## Història
És un instrument molt antic en algunes de les seves variants més simples. Un esclau o esclava sostenint un ventall és un element molt comú en pintures, relleus o frescs molt antics del subcontinent indi i de l'antic Egipte. A llocs com a la Xina els ventalls tenien una funció tradicional com a símbol d'autoritat.
Els ventalls plegables són relativament més recents. Indicis dels primers ventalls d'aquest tipus, actualment considerat el més popular i pràctic, es varen trobar al Japó datant del segle vii aproximadament.
Els ventalls s'utilitzen sovint a danses, cerimònies i representacions com a element que ajuda a l'expressió o amb fins estètics o funcionals. A les nostres contrades s'utilitza al ball de mantons.
A Aldaia (València) hi ha 24 fàbriques artesanes i als seus voltants unes 12 més.
Agrupats al Gremi de Palmiters des del segle xviii i també en l'Associació de Palmiters Artesans d'Aldaia des del 16 de gener de 2012.

## Variants
- Ventalls fixes o plans. Formats per un mànec de fusta. Alguns són simètrics i tenen una làmina rodona fixada a un extrem. D'altres tenen una làmina rectangular de cartó, fixada per un dels costats a una vareta que li fa de mànec. Aquest tipus de ventall es fabriquen amb diversos tipus de materials, com cartró, fulles de palmera, tela o plomes. Un exemple és l'Uchiwa japonès.
- Ventalls plegables. Formats d'una sèrie de varetes planes iguals, de fusta, vori o material sintètic amb un piu a la base. Les varetes es troben unides a l'altre extrem per una banda de tela o paper ampla sovint decorada. L es desplega en forma semicircular. de forma de semicorona circular muntat sobre làmines primes de fusta, de vori, etc., mòbils al voltant d'un piu situat en el centre de figura, la qual cosa permet desplegar-lo en forma de semicercle o plegar-lo, emprat per a fer-se aire.

## Els ventalls als museus
És habitual trobar, en els museus dedicats al tèxtil i la moda, diferents exemples de ventalls. El Museu Tèxtil i d'Indumentària de Barcelona en conserva una col·lecció de més de 250 exemplars dels segles XVIII al XX. La majoria d'ells provenen de la Col·lecció Rocamora, que va ingressar al Museu l'any 1969. Els ventalls d'aquesta col·lecció representen temàtiques d'allò més variades: escenes amoroses en ambients bucòlics, batalles, flors i ocells, al·legories, inscripcions polítiques (com "la sabia constitución / triunfa ya de la opresión"), o crítiques a les institucions religioses, com el que diu: "El tiempo destruye los abusos, destruyendo el Palacio de la Inquisición" ambdós del primer terç del segle xix. Alguns són de propaganda comercial, com per exemple "Concierto de Música de las Serenatas executadas en Madrid en la Cuaresma pasada" de la segona meitat del xviii o "Adolfo de Torres y Hno. de Málaga. Cosecheros de Vino" de finals del segle xix. Altres són tan peculiars com la via de tren de Barcelona a Madrid amb totes les ciutats, també de finals del segle xix, o l'autògraf del músic Richard Wagner realitzat el 1871 a Leipzig. Un dels ventalls d'aquesta col·lecció més destacats és el que representa la Barceloneta, el barri de Barcelona aixecat vora la platja al segle xviii.

## Galeria

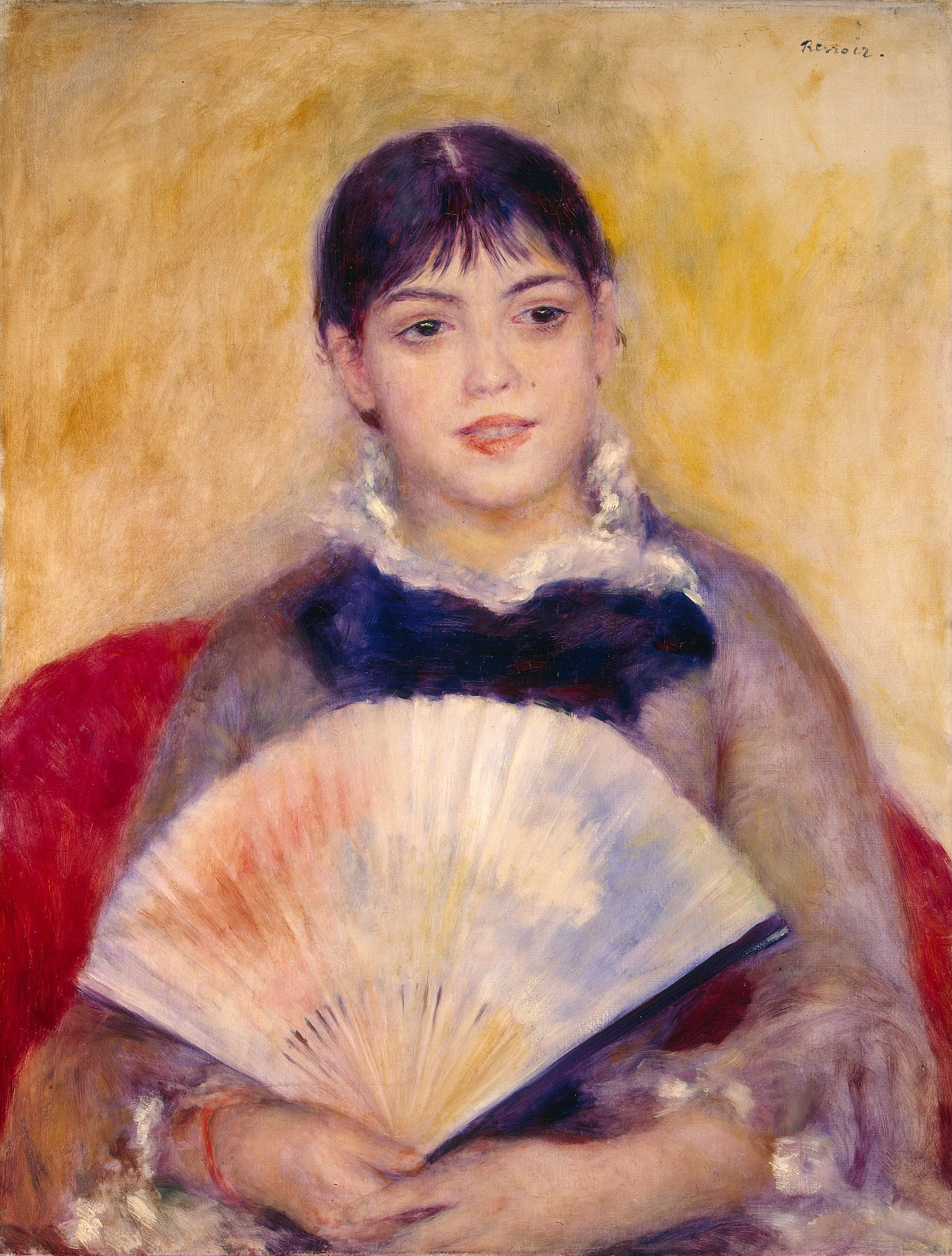
Dona amb ventall Pierre Auguste Renoir
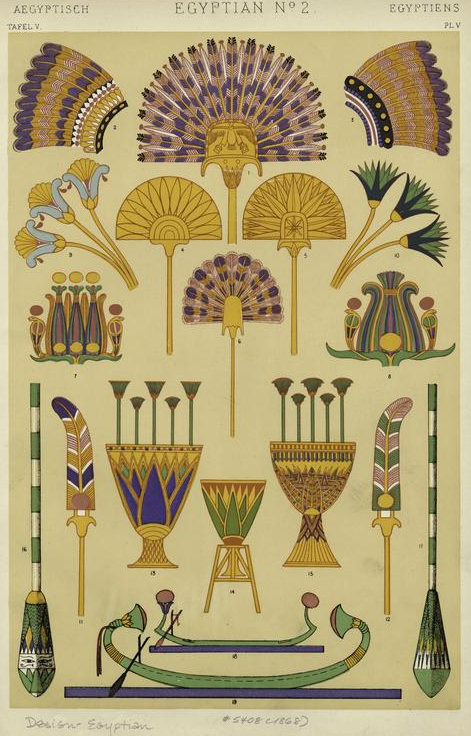
Antics ventalls egipcis
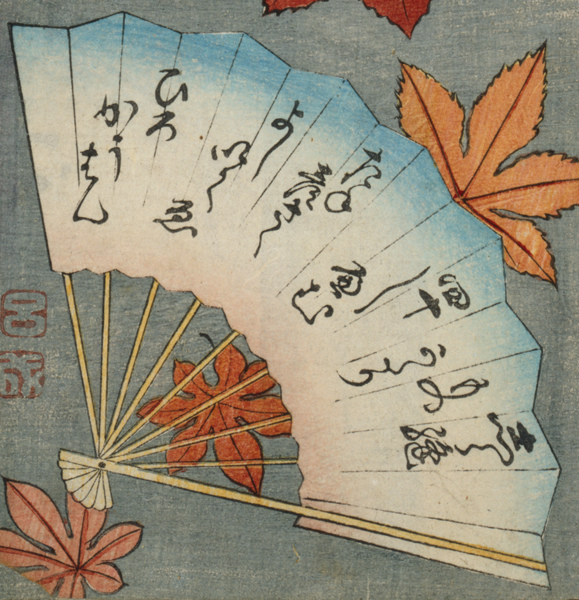
Ventall japonès del segle xix amb un poema escrit sobre el paper
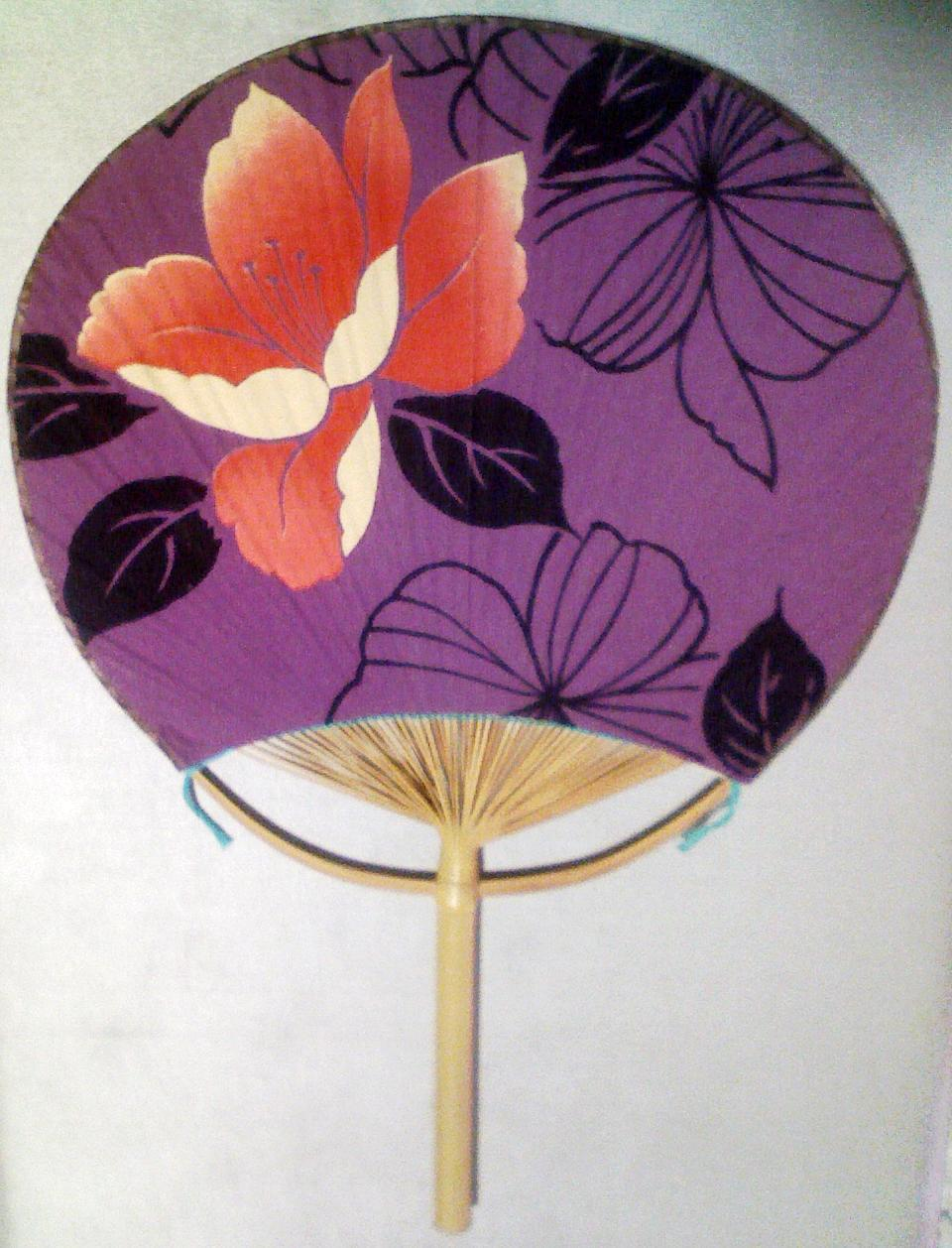
Uchiwa, un tipus de ventall pla del Japó
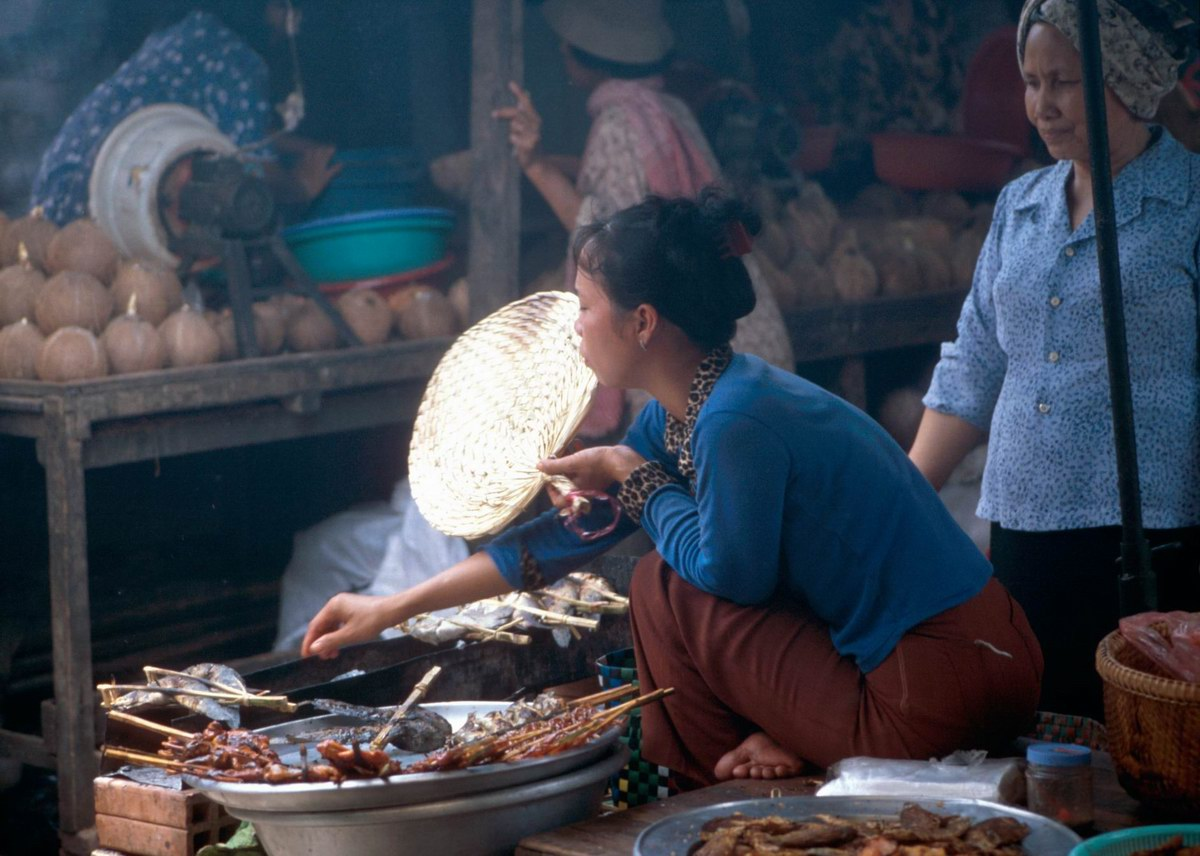
Ventall de fulla de palmera a Cambodja
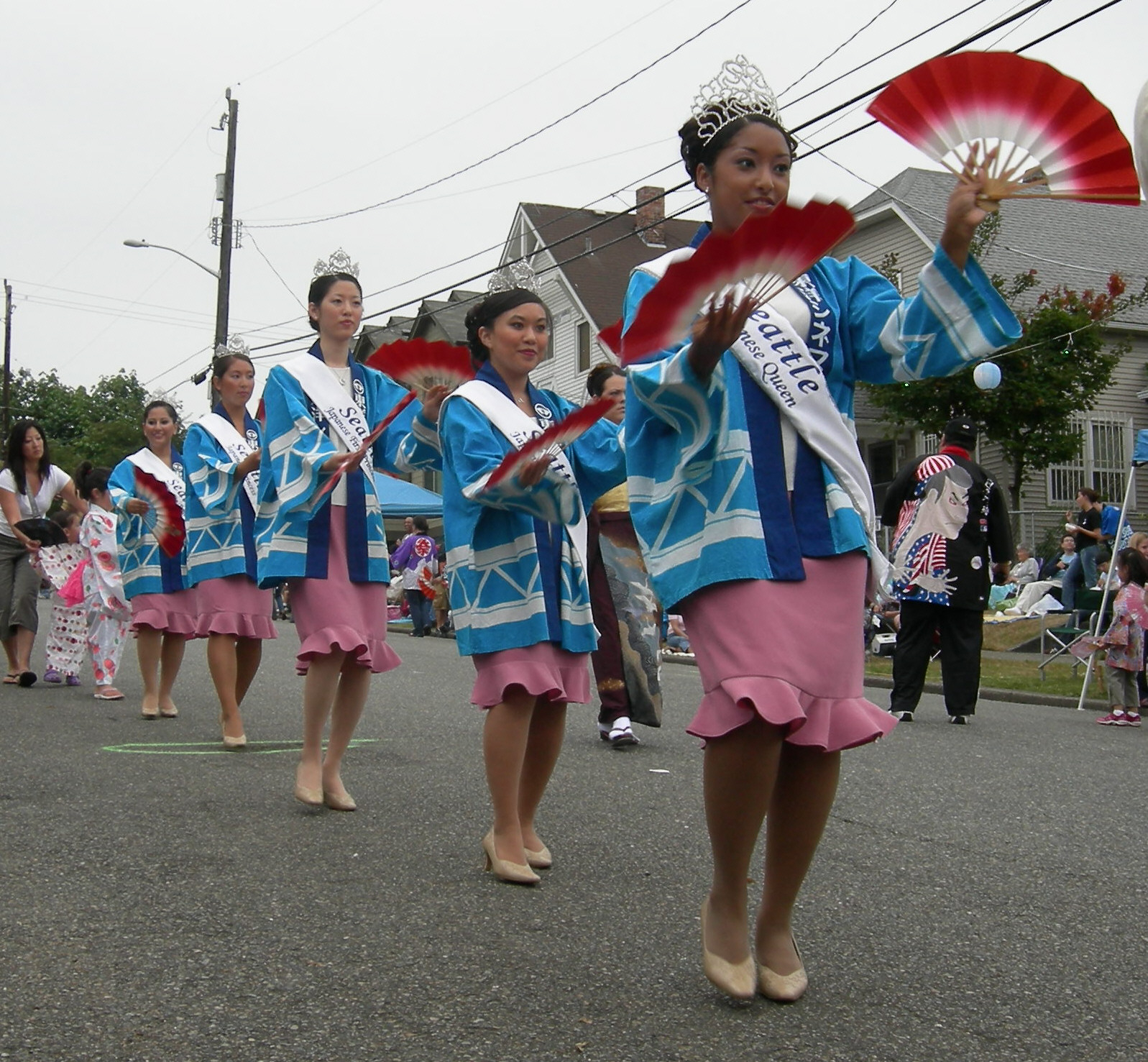
Processó del Bon Odori amb ventalls a Seattle
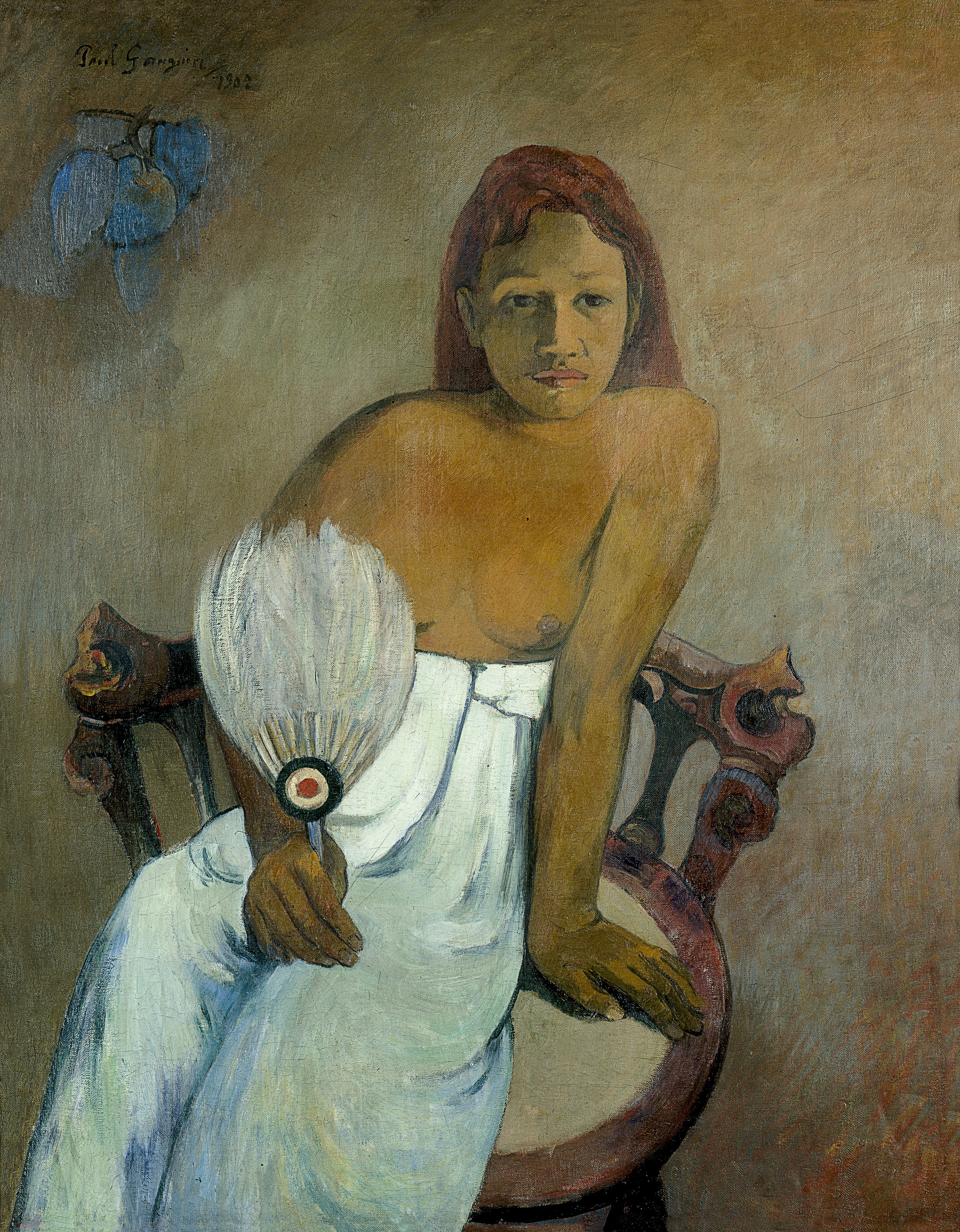
Dona amb ventall de plomes; Paul Gauguin
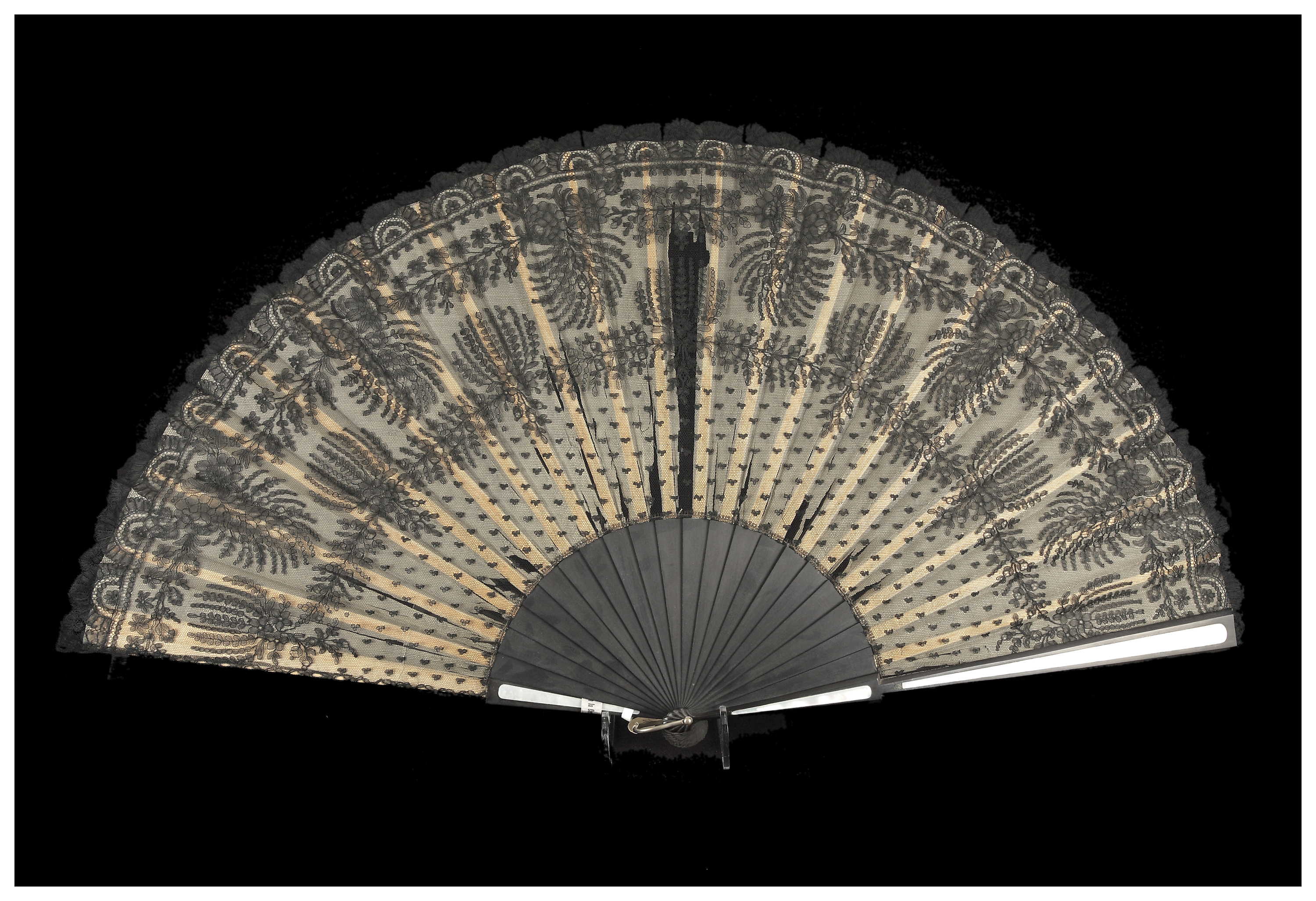
Ventall de pericó